# 2345 Fučik
2345 Fučik este un asteroid din centura principală, descoperit pe 25 iulie 1974, de Tamara Smirnova.